# Schottische Badmintonmeisterschaft 2010
Die Schottische Badmintonmeisterschaft 2010 fand vom 5. bis zum 7. Februar 2010 in Perth statt.

## Austragungsort
- Perth, Bell’s Sports Centre

## Medaillengewinner
| Disziplin    | Gold                         | Silber                           | Bronze                        |
| ------------ | ---------------------------- | -------------------------------- | ----------------------------- |
| Herreneinzel | Calum Menzies                | Kieran Merrilees                 | Craig Goddard                 |
| Herreneinzel | Calum Menzies                | Kieran Merrilees                 | Gordon Hoggan                 |
| Dameneinzel  | Susan Egelstaff              | Linda Sloan                      | Kirsty Gilmour                |
| Dameneinzel  | Susan Egelstaff              | Linda Sloan                      | Emma Cook                     |
| Herrendoppel | Jamie Neill Keith Turnbull   | Watson Briggs Paul van Rietvelde | Martin Campbell Angus Gilmour |
| Herrendoppel | Jamie Neill Keith Turnbull   | Watson Briggs Paul van Rietvelde | Andrew Bowman Craig Goddard   |
| Damendoppel  | Imogen Bankier Emma Mason    | Susan Egelstaff Linda Sloan      | Lindsay Campbell Victoria Wan |
| Damendoppel  | Imogen Bankier Emma Mason    | Susan Egelstaff Linda Sloan      | Kirsten Geals Kirsty Gilmour  |
| Mixed        | Watson Briggs Imogen Bankier | Paul van Rietvelde Jillie Cooper | David Forbes Kaity Hall       |
| Mixed        | Watson Briggs Imogen Bankier | Paul van Rietvelde Jillie Cooper | Angus Gilmour Emma Mason      |